# Haitianische Fußballnationalmannschaft der Frauen
Die haitianische Fußballnationalmannschaft der Frauen repräsentiert den karibischen Inselstaat Haiti im internationalen Frauenfußball. Sie untersteht dem haitianischen Fußballverband FHF. Der haitianische Verband Fédération Haïtienne de Football ist Mitglied im Weltverband FIFA und im Regionalverband CONCACAF.
Haiti hat eine der ältesten Frauennationalmannschaften des CONCACAF. Größter Erfolg war der vierte Platz 1991 bei der Meisterschaft im eigenen Land. Nach diesem Turnier jedoch wurden zwei CONCACAF Women’s Championships ausgelassen, bevor man erneut an dieser Meisterschaft, die leicht reformiert wurde, teilnahm. Man schaffte auch die Qualifikation, blieb jedoch im Hauptturnier erfolglos und wurde am Ende nur Siebter. 2000 wurde erneut pausiert. 2002, 2010 und 2014 kam man zwar wieder durch die Qualifikation, doch in der eigentlichen Meisterschaft kam man nicht mehr an die Leistung von 1991 heran. 2022 schied man wieder in der Vorrunde aus. Da sie überraschend die Mexikanerinnen besiegten, konnten sie sich über die Play-offs für die Fußball-Weltmeisterschaft der Frauen 2023 qualifizieren. Dort schied man zwar punkt und torlos aus, konnten gegen Europameister England gut mithalten und verloren knapp mit 1:0.

## Turnierbilanz

### Weltmeisterschaft
| - 1991: nicht qualifiziert - 1995: nicht qualifiziert - 1999: nicht qualifiziert - 2003: nicht qualifiziert - 2007: nicht qualifiziert | - 2011: nicht qualifiziert - 2015: nicht qualifiziert - 2019: nicht qualifiziert - 2023: Vorrunde |

### CONCACAF Women’s Championship / CONCACAF Women’s Gold Cup
| - 1991: Vierter - 1993: keine Teilnahme - 1994: keine Teilnahme - 1998: Siebter - 2000: keine Teilnahme - 2002: Sechster | - 2006: nicht qualifiziert - 2010: Sechster - 2014: Vorrunde - 2018: nicht qualifiziert - 2022: Vorrunde |

### Olympische Spiele
| - 1996: nicht qualifiziert - 2000: nicht qualifiziert - 2004: nicht qualifiziert - 2008: nicht qualifiziert | - 2012: nicht qualifiziert - 2016: nicht qualifiziert - 2020: nicht qualifiziert - 2024: nicht qualifiziert |

## Kader
Siehe Fußball-Weltmeisterschaft der Frauen 2023/Haiti